# Anton Kobyalko
Bản mẫu:Eastern Slavic name
Anton Igorevich Kobyalko (tiếng Nga: Антон Игоревич Кобялко; sinh ngày 14 tháng 5 năm 1986) là một cầu thủ bóng đá người Nga. Anh thi đấu cho F.K. Baltika Kaliningrad.

## Sự nghiệp câu lạc bộ
Anh ra mắt chuyên nghiệp tại Russian First Division năm 2004 cho FC Metallurg-Kuzbass Novokuznetsk.